# 17 Again (Eurythmics)
17 Again is van het Britse muziekduo Eurythmics uit 2000. Het is de tweede single van hun achtste studioalbum Peace.
"17 Again" was de een-na-laatste single die Eurythmics uitbracht. In de tekst van het nummer kijkt het duo terug op hun carrière, en zingt Annie Lennox over de "nep-beroemdheden", "wrede koninginnen" en de "stomme kranten en stomme tijdschriften" waar zij en Dave Stewart mee te maken kregen. De regel "Sweet dreams are made of anything that gets you in the scene" verwijst naar hun grootste hit Sweet Dreams (Are Made of This), waarvan het einde van "17 Again" een interpolatie bevat.
Het nummer werd enkel op de Britse eilanden een bescheiden succesje. Het haalde de 27e positie in het Verenigd Koninkrijk.